# Liste d'élections en 2003
Chronologie des élections
- 1999
- 2000
- 2001
- 2002
- 2003
- 2004
- 2005
- 2006
- 2007

Cette liste recense les élections organisées durant l'année 2003. Elle inclut les élections législatives et présidentielles nationales dans les États souverains, ainsi que les référendums.

## Commentaires généraux

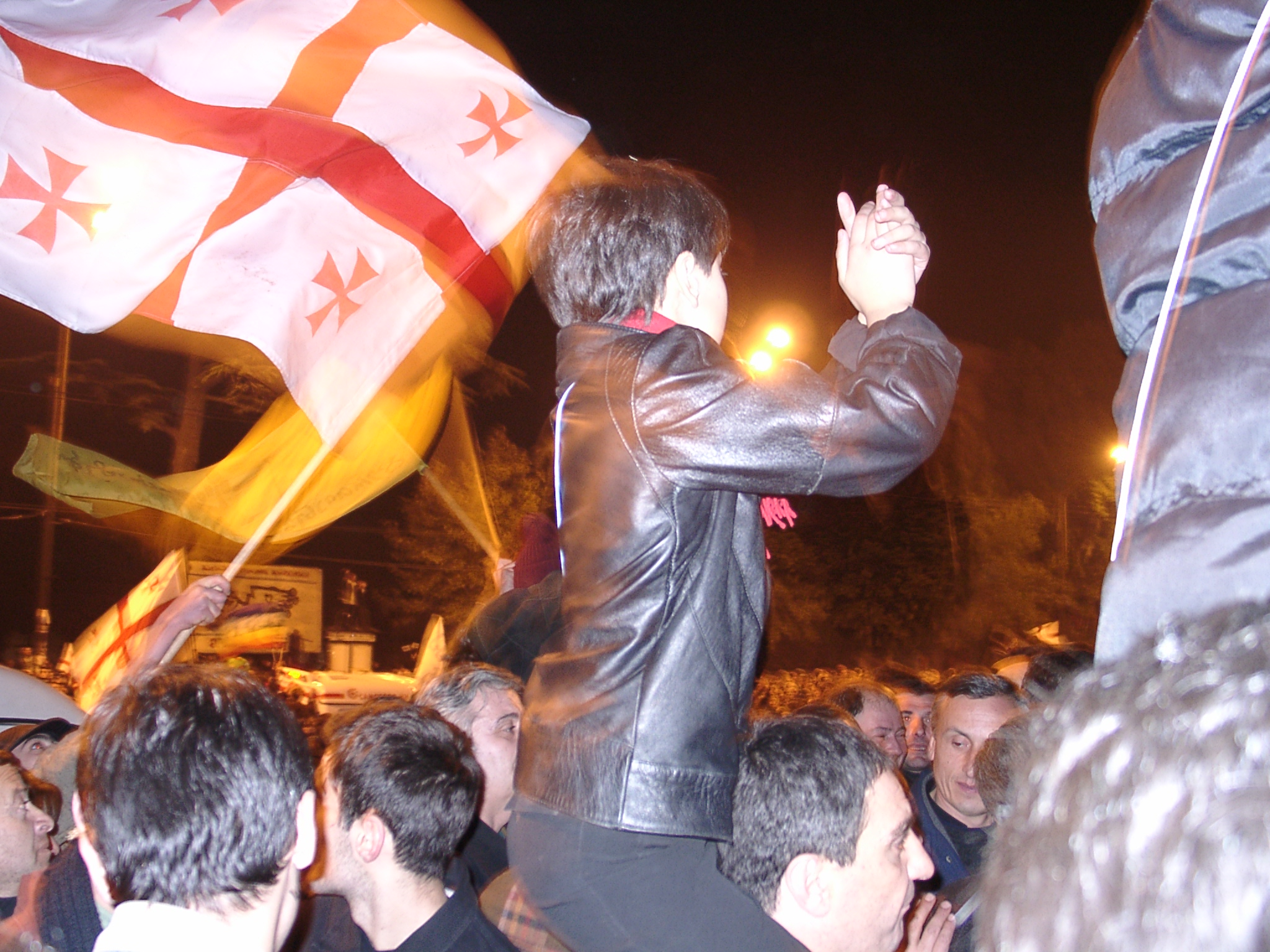
La révolution des Roses en Géorgie fait suite aux élections législatives truquées du mois de novembre.

L'année est marquée notamment par des référendums (non-simultanés) dans neuf États d'Europe centrale et orientale, où les citoyens s'expriment en faveur de leur entrée dans l'Union européenne. Ceci aboutit au cinquième élargissement de l'Union européenne, l'année suivante.
Parmi les États démocratiques, huit connaissent une alternance au pouvoir en raison d'élections en 2003. À Chypre, le président sortant Gláfkos Klirídis (centre-droit) est battu par Tássos Papadópoulos (centre-droit également) en février. Au Guatemala de même, la droite d'opposition succède à la droite au pouvoir à l'issue de l'élection présidentielle en novembre et décembre. À Monaco, le parti Union nationale et démocratique (droite), qui exerce une prépondérance quasi-monolithique au parlement depuis 1963, est très largement battu par une coalition de partis d'oppositions de centre-droit aux élections législatives en février. En Estonie, une alliance de partis de centre-droit arrive au pouvoir à l'occasion des élections législatives en mars, face aux centristes au pouvoir. En Finlande (mars), les centristes devancent les sociaux-démocrates et remportent la majorité relative au Parlement. En Croatie les chrétiens-démocrates obtiennent une majorité parlementaire relative aux élections du mois de novembre. À Chypre du Nord, ce sont les sociaux-démocrates qui obtiennent cette majorité relative lors des élections législatives de décembre, et prennent la direction du gouvernement. Aux Kiribati, le candidat d'opposition Anote Tong remporte l'élection présidentielle en juillet.
Dans certains États, les élections n'offrent aucune possibilité d'alternance, en raison d'un système de parti unique ou de candidature unique. C'est le cas à Cuba (janvier), en Syrie (mars), en Corée du Nord (août) et aux Maldives (octobre). À Cuba, en Syrie et aux Maldives certains électeurs votent néanmoins contre le gouvernement, mais en Corée du Nord aucune dissension n'est possible. Au Swaziland (octobre) c'est la nature du régime monarchique absolu qui réduit nettement la portée des élections.
En Arménie (mars et mai), au Nigéria (avril), au Yémen (avril), au Cambodge (juillet), au Rwanda (août et octobre), en Azerbaïdjan (octobre) et en Géorgie (novembre), les électeurs ont le choix entre plusieurs partis et candidats, mais les observateurs internationaux dénoncent des fraudes et d'autres irrégularités restreignant l'exercice des droits civiques des votants. En Géorgie, des manifestations populaires éclatent après les élections truquées, et aboutissent à la chute du gouvernement.
Par ailleurs au Kirghizistan (février) et au Liechtenstein (mars) des référendums renforcent l'autorité et les prérogatives du pouvoir exécutif vis-à-vis du parlement.

## Par mois

### Janvier
| Date       | Pays     | Élections    | Contexte | Résultats |
| ---------- | -------- | ------------ | --- | --- |
| 10 janvier | Djibouti | Législatives | Le pays est divisé en cinq circonscriptions. Le parti qui arrive en tête dans une circonscription remporte tous les sièges pour cette circonscription. | La coalition « Union pour la majorité présidentielle » (centre-gauche) conserve la totalité des sièges, bien que les candidats d'opposition aient obtenu 37,3 % des voix. Dileita Mohamed Dileita demeure premier ministre. |
| 19 janvier | Cuba     | Législatives | Cuba est un État à parti unique. Les candidats sont nommés par des assemblées citoyennes ou par des organisations de masse. Les candidats ne sont pas nécessairement membres du Parti communiste, mais le processus de sélection écarte les opposants. La liste finale comporte autant de candidats qu'il y a de sièges à pourvoir par circonscription ; les citoyens sont invités à voter pour ou contre les candidats proposés. | Les candidats sont tous élus. Environ 3 % de votants votent contre tous les candidats proposés. Le président Fidel Castro demeure son propre premier ministre. |
| 22 janvier | Pays-Bas | Législatives | | Parlement sans majorité. Le parti Appel chrétien-démocrate (CDA ; centre-droit) conserve de peu la majorité relative des sièges. Il forme un gouvernement de coalition avec le Parti populaire libéral et démocrate (libéral-conservateur) et avec le parti Démocrates 66 (social-libéral). Jan Peter Balkenende (CDA) demeure premier ministre. À noter l'effondrement du parti Liste Pim Fortuyn (droite populiste à extrême-droite). |
| 28 janvier | Israël   | Législatives | Ces élections se déroulent durant la seconde intifada. | Parlement sans majorité. Le Likoud (droite) accroît sa majorité relative des sièges, et forme un gouvernement de coalition avec le Shinouï (centriste, libéral, laïc), l'Union nationale (extrême-droite néo-sioniste) et le Parti national religieux (droite religieuse néo-sioniste). Ariel Sharon (Likoud) demeure premier ministre.                                                                                                 |

### Février
| Date       | Pays         | Élections      | Contexte | Résultats |
| ---------- | ------------ | -------------- | --- | --- |
| 2 février  | Kirghizistan | Référendum     | Les citoyens sont invités à se prononcer (séparément) sur deux référendums : l'un propose d'amender la constitution pour réduire la taille et les pouvoirs du parlement, restreindre les prérogatives de la cour constitutionnelle et renforcer les pouvoirs du président de la république ; l'autre est un plébiscite pour permettre au président Askar Akaïev, très contesté lors de manifestations en novembre 2002, de terminer son mandat de cinq ans (débuté en 2000). | Le « oui » l'emporte dans les deux cas, respectivement à 89,2 et 91,8 %. |
| 9 février  | Monaco       | Législatives   | | Alternance. Le parti Union nationale et démocratique (droite), qui disposait de tous les sièges lors de la législature sortante et avait largement remporté toutes les élections depuis 1963, ne conserve que trois sièges sur les vingt-quatre du Conseil national (parlement). Les autres reviennent à l'alliance Union monégasque (centre-droit), composée de trois partis dont l'Union pour la Principauté. Patrick Leclercq (sans étiquette) demeure ministre d'État (premier ministre), étant responsable devant le prince et non devant le parlement. |
| 19 février | Arménie      | Présidentielle | 1er tour | - |
| 16 février | Chypre       | Présidentielle | L'élection est marquée par les débats sur le plan Annan pour une éventuelle réunification de Chypre. | Alternance. Tássos Papadópoulos (Parti démocrate : centre-droit, méfiant vis-à-vis du plan Annan), soutenu par le Parti progressiste des travailleurs (communiste), est élu dès le premier tour avec 51,5 % des voix face à neuf autres candidats dont le président sortant Gláfkos Klirídis (Rassemblement démocrate : centre-droit, favorable au plan Annan ; 38,8 %). |
| 25 février | Kiribati     | Présidentielle | | Le président Teburoro Tito (parti Protégeons la maneaba : chrétien-démocrate) est réélu avec 50,4 % des voix face à deux autres candidats. Il est toutefois destitué par le Parlement en mars, qui rejette le budget soumis par son gouvernement. Des élections législatives ont lieu en mai, et une nouvelle élection présidentielle en juillet. |

### Mars
| Date    | Pays                        | Élections      | Contexte | Résultats |
| ------- | --------------------------- | -------------- | --- | --- |
| 2 mars  | Estonie                     | Législatives   | | Parlement sans majorité. Alternance. Le Parti du centre (social-libéral), membre de la coalition gouvernementale sortante, obtient le même nombre de sièges que le nouveau parti de centre-droit Res Publica : un peu plus d'un quart chacun. Juhan Parts (Res Publica) devient premier ministre, formant un gouvernement de coalition avec le Parti de la réforme (centre-droit libéral) et l'Union populaire (centriste, agrarienne). |
| 4 mars  | États fédérés de Micronésie | Législatives   | Il n'existe pas de partis politiques. | Tous les membres du Congrès sont élus sans étiquette. Le président de la Fédération Leo Falcam ayant perdu son siège au Congrès, l'assemblée élit Joseph Urusemal à la présidence des États fédérés de Micronésie. |
| 5 mars  | Arménie                     | Présidentielle | 2d tour. Les observateurs étrangers dénoncent d'importantes fraudes électorales. | Le président Robert Kotcharian (sans étiquette) est réélu avec 67,5 % des voix, face à Stepan Demirtchian (Parti populaire : socialiste). Des élections législatives ont lieu en mai. |
| 5 mars  | Belize                      | Législatives   | | Le Parti uni du peuple (centre-gauche) conserve la majorité absolue des sièges. Said Musa demeure premier ministre. |
| 5 mars  | Syrie                       | Législatives   | La Syrie à cette date est un État à parti unique. Plus exactement, d'autres partis sont autorisés, mais doivent reconnaître la suprématie institutionnelle du parti Baas. Tous les partis autorisés sont rassemblés en un Front national progressiste. Les candidats d'opposition ne peuvent se présenter que sans étiquette. | Les partis du Front conservent une très large majorité des sièges, le parti Baas (baasisme, socialisme arabe, laïc) disposant à lui seul d'une majorité absolue. Les autres sièges reviennent à des élus sans étiquette. Mohammed Naji al-Otari (parti Baas) devient premier ministre. |
| 8 mars  | Malte                       | Référendum     | Les citoyens sont invités à voter pour ou contre une adhésion du pays à l'Union européenne. | Le « oui » l'emporte à 53,7 %. Le résultat n'étant pas contraignant, il devient un thème de campagne majeur pour les élections législatives en avril. Celles-ci sont remportées par le Parti nationaliste au pouvoir, pro-européen. Le pays devient membre de l'U.E. le 1er mai 2004. |
| 14 mars | Liechtenstein               | Référendum     | Les citoyens sont invités à se prononcer, simultanément mais séparément, sur deux propositions opposées. L'une, d'initiative citoyenne, propose un amendement constitutionnel pour restreindre les pouvoirs du prince, chef de l'État. L'autre à l'inverse propose d'accroître les pouvoirs du prince, en lui permettant désormais de limoger le gouvernement, de nommer les juges et d'opposer son véto à la législation adoptée par le parlement. Le prince Hans-Adam II menace de quitter le pays si ses pouvoirs sont restreints. | La première proposition est rejetée par 83,4 % des votants ; la seconde est approuvée par 64,3 %. |
| 16 mars | Finlande                    | Législatives   | | Parlement sans majorité. Alternance. Le Parti du centre (social-libéral, agrarien) obtient la majorité relative avec un quart des sièges, devançant de très peu le Parti social-démocrate (centre-gauche) au pouvoir. Anneli Jäätteenmäki (Parti du centre) devient première ministre, formant un gouvernement de coalition avec le PSD et le Parti populaire suédois (libéral, représentant la minorité d'origine suédoise). Anneli Jäätteenmäki est toutefois contrainte à la démission après seulement deux mois, pour avoir utilisé des documents des services secrets à des fins de campagne électorale, et pour avoir menti à ce sujet. Matti Vanhanen (Parti du centre) lui succède à la tête du gouvernement. |
| 16 mars | Salvador                    | Législatives   | | La coalition de l'Alliance républicaine nationaliste (droite conservatrice et néo-libérale) et du Parti de la conciliation nationale (conservateur) conserve de justesse la majorité absolue des sièges. |
| 23 mars | Slovénie                    | Référendum     | Les citoyens sont invités à voter (séparément) pour ou contre une adhésion du pays à l'Union européenne et à l'OTAN. | Le « oui » l'emporte dans les deux cas, respectivement à 89,6 % et 66,0 %. Le pays devient membre de l'OTAN le 29 mars 2004, et de l'U.E. le 1er mai. |
| 30 mars | Bénin                       | Législatives   | | L'alliance gouvernementale « Mouvement présidentiel », composée notamment de l'Union pour le Bénin du futur (social-démocrate) et du Mouvement africain pour le développement et le progrès, remporte la majorité absolue des sièges. |

### Avril
| Date     | Pays       | Élections                      | Contexte | Résultats |
| -------- | ---------- | ------------------------------ | --- | --- |
| 12 avril | Hongrie    | Référendum                     | Les citoyens sont invités à voter pour ou contre une adhésion du pays à l'Union européenne. | Le « oui » l'emporte à 83,8 %. Le pays devient membre de l'U.E. le 1er mai 2004. |
| 12 avril | Malte      | Législatives                   | | Le Parti nationaliste (centre-droit) conserve la majorité absolue des sièges. Edward Fenech Adami demeure premier ministre. |
| 12 avril | Nigeria    | Législatives                   | Les observateurs étrangers font état d'irrégularités, avec des cas de bourrage d'urnes. | Le Parti démocratique populaire (droite conservatrice et néo-libérale) conserve la majorité absolue des sièges dans les deux chambres. |
| 14 avril | Somaliland | Présidentielle                 | Le Somaliland est un État de facto indépendant mais non-reconnu par la communauté internationale, qui considère son territoire comme faisant partie de la Somalie. | Le président Dahir Riyale Kahin (parti Pour l'unité, la démocratie et l'indépendance : centre-gauche) remporte l'élection d'extrême justesse, avec 41,23 % des voix face à son principal adversaire Ahmed Mahamoud Silanyo (Parti pour la paix, l'unité et le développement : centre-gauche ; 41,21 %). |
| 19 avril | Nigeria    | Présidentielle                 | Les cas de fraude électorale observés lors des législatives une semaine plus tôt entachent également le scrutin présidentiel. Les partis d'opposition refusent de reconnaître les résultats. | Le président Olusegun Obasanjo (Parti démocratique populaire : droite conservatrice et néo-libérale) est réélu avec 61,9 % des voix, face à dix-neuf autres candidats dont Muhammadu Buhari (Parti de tout le peuple : également un parti de la droite conservatrice et néo-libérale ; 32,2 %). |
| 27 avril | Argentine  | Législatives et présidentielle | Tour unique des législatives, et 1er tour de la présidentielle. Le président sortant Eduardo Duhalde (Parti justicialiste) ne se représente pas. Le mouvement péroniste est représenté par trois candidats à l'élection présidentielle, n'étant pas parvenu à s'accorder sur un candidat unique. | Congrès sans majorité. Le Parti justicialiste (péroniste) conserve la majorité relative des sièges à la Chambre des députés, et la majorité absolue au Sénat. Carlos Menem (ancien président de 1989 à 1999) et Néstor Kirchner, tous deux issus du Parti justicialiste, se qualifient pour le second tour avec respectivement 24,5 et 22,3 % des voix. Face à des sondages défavorables, Carlos Menem déclare forfait pour le second tour, et Néstor Kirchner est déclaré élu, le second tour prévu pour le 18 mai étant ainsi annulé. |
| 27 avril | Paraguay   | Législatives et présidentielle | La constitution interdit à un président sortant de se représenter ; Luis Ángel González Macchi (Parti colorado) n'est donc pas candidat. | Congrès sans majorité. Le Parti colorado (droite) perd sa majorité absolue des sièges dans les deux chambres, mais y conserve la majorité relative. Nicanor Duarte Frutos (Parti colorado) est élu président de la République avec 38,3 % des voix face à huit autres candidats. |
| 27 avril | Yémen      | Législatives                   | Le scrutin est émaillé d'incidents d'intimidation et de corruption électorale de la part du parti au pouvoir. | Le parti Congrès général du peuple (centriste, panarabiste) accroît sa majorité absolue des sièges. Abdul Qadir Bajamal (CGP) demeure premier ministre. |
| 29 avril | Qatar      | Référendum constitutionnel     | Premier vote national de l'histoire du pays. Les citoyens sont invités à prononcer sur un projet de nouvelle constitution. Celle-ci prévoit la création d'un corps législatif dont les deux-tiers des membres seraient élus au suffrage universel ; la reconnaissance de la liberté d'association, d'expression et de religion ; et l'instauration du droit de vote et d'éligibilité pour les femmes. | Le « oui » l'emporte à 98,4 %. La nouvelle constitution entre en vigueur en avril 2004. Des élections législatives sont initialement prévues pour 2013, puis reportées sine die, et n'ont pas eu lieu à ce jour. |

### Mai
| Date         | Pays      | Élections                  | Contexte | Résultats |
| ------------ | --------- | -------------------------- | --- | --- |
| 3 mai        | Nauru     | Législatives               | Le pays est plongé dans une grave crise économique. Le président Bernard Dowiyogo étant décédé au mois de mars, Derog Gioura a été élu à sa succession par le Parlement, en amont des élections législatives. | Les deux tiers des députés sortants sont réélus, les autres étant nouveaux. Le parti Nauru d'abord (libéral, chrétien-démocrate) obtient trois sièges sur dix-huit, les autres revenant à des élus sans étiquette. Le Parlement élit Ludwig Scotty (sans étiquette) à la présidence de la République, Derog Gioura n'étant pas candidat à sa propre succession. |
| 9 mai        | Kiribati  | Législatives               | Élections anticipées, le Parlement ayant rejeté le budget en mars, provoquant la chute du gouvernement et de nouvelles élections. | Alternance. Le parti Protégeons la maneaba (chrétien-démocrate), parti minoritaire de la législature sortante mais parti du président déchu Teburoro Tito, remporte la majorité absolue des sièges. Une élection présidentielle a lieu en juillet. |
| 10 mai       | Islande   | Législatives               | | La coalition du Parti de l'indépendance (conservateur et libéral) et du Parti du progrès (centre-droit agrarien) conserve la majorité absolue des sièges. Davíð Oddsson demeure premier ministre. |
| 10 et 11 mai | Lituanie  | Référendum                 | Les citoyens sont invités à voter pour ou contre une adhésion du pays à l'Union européenne. | Le « oui » l'emporte à 91,1 %. Le pays devient membre de l'U.E. le 1er mai 2004. |
| 16 et 17 mai | Slovaquie | Référendum                 | Les citoyens sont invités à voter pour ou contre une adhésion du pays à l'Union européenne. | Le « oui » l'emporte à 93,7 %. Le pays devient membre de l'U.E. le 1er mai 2004. |
| 18 mai       | Belgique  | Législatives               | | Parlement sans majorité. À la Chambre des représentants, quatre partis terminent presque à égalité, avec chacun un sixième des sièges : le parti Libéraux et démocrates flamands (VLD ; centre-droit libéral), le Parti socialiste (PS ; centre-gauche), le Mouvement réformateur (MR ; centre-droit libéral) et l'alliance Parti socialiste autrement (SP.a ; centre-gauche) / Spirit (social-libéral). La répartition des sièges au Sénat est également très morcelée, avec six partis ayant des résultats très proches. Guy Verhofstadt (VLD) demeure premier ministre, formant un gouvernement qui inclut également le MR, le PS et le SP.a/Spirit. |
| 21 mai       | Barbade   | Législatives               | | Le Parti travailliste (centre-gauche) conserve la majorité absolue des sièges. Owen Arthur demeure premier ministre. |
| 25 mai       | Arménie   | Législatives               | Ces élections font suite à l'élection présidentielle du mois de mars, fortement contestée en raison d'irrégularités. Lors des élections législatives, les observateurs étrangers de l'OSCE dénoncent des fraudes massives, et attribuent le faible taux de participation (45,7 %) à un manque de confiance des citoyens envers le processus électoral.           | Parlement sans majorité. Le Parti républicain (droite national-conservatrice) conserve la majorité relative des sièges. Andranik Margarian (Parti républicain) demeure premier ministre. |
| 25 mai       | Arménie   | Référendum constitutionnel | Les citoyens sont invités à se prononcer pour ou contre un projet de réformes constitutionnelles qui restreindraient les pouvoirs du président de la République. | La proposition est approuvée par 50,6 % des votants, mais n'est pas adoptée, car le faible taux de participation (52,1 %) signifie que le seuil d'approbation par un tiers des électeurs inscrits n'est pas atteint. |
| 26 mai       | Rwanda    | Référendum constitutionnel | Les citoyens sont invités à se prononcer pour ou contre une nouvelle constitution. Celle-ci mettrait fin au statut intérimaire des institutions politiques depuis la fin du génocide et de la guerre civile en 1994. Elle introduit un régime présidentiel, et interdit les organisations politiques fondées sur l'appartenance ethnique, tribale ou religieuse. | La constitution est approuvée par 93,4 % des votants. Elle est suivie d'une élection présidentielle au mois d'août, puis d'élections législatives en septembre et octobre. |

### Juin
| Date          | Pays               | Élections                  | Contexte | Résultats |
| ------------- | ------------------ | -------------------------- | --- | --- |
| 1er juin      | Togo               | Présidentielle             | | Le président Gnassingbé Eyadéma (Rassemblement du peuple) est réélu avec 57,8 % des voix face à six autres candidats, dont Emmanuel Bob-Akitani (Union des forces de changement ; 33,7 %). |
| 7 et 8 juin   | Pologne            | Référendum                 | Les citoyens sont invités à voter pour ou contre une adhésion du pays à l'Union européenne.                                                                                                 | Le « oui » l'emporte à 77,6 %. Le pays devient membre de l'U.E. le 1er mai 2004. |
| 13 et 14 juin | République tchèque | Référendum                 | Les citoyens sont invités à se prononcer pour ou contre l'adhésion du pays à l'Union européenne.                                                                                            | Le « oui » l'emporte à 77,3 %. Le pays devient membre de l'U.E. le 1er mai 2004. |
| 17 juin       | Jordanie           | Législatives               | Élections prévues pour 2001 mais reportées en 2003 par le roi, en raison de l'instabilité dans la région (la seconde intifada).                                                             | La très grande majorité des élus le sont sans étiquette. Faisal al-Fayez (sans étiquette) demeure premier ministre.                                                                        |
| 22 juin       | Tadjikistan        | Référendum constitutionnel | Les citoyens sont invités à se prononcer pour ou contre un amendement constitutionnel abrogeant l'interdiction faite au président de la République de briguer plusieurs mandats successifs. | Le « oui » l'emporte à 93,8 %, permettant au président Emomalii Rahmon de briguer sa propre succession en 2006.                                                                            |

### Juillet
| Date       | Pays         | Élections      | Contexte | Résultats |
| ---------- | ------------ | -------------- | --- | --- |
| 4 juillet  | Kiribati     | Présidentielle | Élection anticipée, en raison de la destitution du président Teburoro Tito par le Parlement en mars. Teburoro Tito ne peut pas se représenter, son troisième mandat écourté comptant comme un mandat plein, et la constitution limitant à trois le nombre de mandats pour le chef de l'État. | Alternance. Anote Tong (parti Piliers de la vérité) est élu avec 47,4 % des voix, face notamment au candidat du parti de gouvernement sortant, son frère Harry Tong (parti Protégeons la maneaba ; 43,5 %). |
| 5 juillet  | Koweït       | Législatives   | Les partis politiques ne sont pas autorisés. Tous les candidats se présentent sans étiquette, bien qu'ils appartiennent à divers courants. | Parlement sans majorité, partagé entre les partisans du gouvernement, les islamistes (opposition), et les députés non partisans, avec également quelques libéraux laïcs. Sabah al-Ahmad al-Jabir al-Sabah, demi-frère de l'émir, et jusque-là ministre des Affaires étrangères de 1963 à 2003, est nommé premier ministre. |
| 6 juillet  | France Corse | Référendum     | Les corses sont invités à se prononcer pour ou contre l'indépendance de la Corse | Le "non" l'emporte à 51%. L'abstention est de 39,48%. Le référendum est suivi par l'éléction de l'assemblée de Corse que les partis indépendentistes gagnent en remportant 65% des sièges. |
| 6 juillet  | Mexique      | Législatives   | | Congrès sans majorité. Alternance. Le Parti révolutionnaire institutionnel (centre-droit, corporatiste) retrouve la majorité relative des sièges. |
| 27 juillet | Cambodge     | Législatives   | Le Parti du peuple contrôle une grande partie des médias, et se livre à des actes d'intimidation dans certaines zones rurales. | Le Parti du peuple (centriste, hétéroclite) accroît sa majorité absolue des sièges, sans toutefois atteindre la majorité des deux-tiers qui lui permettrait constitutionnellement de gouverner seul. N'ayant pas d'alliés, il ne parvient initialement pas à trouver un accord de gouvernement, mais reste au pouvoir dans le cadre d'un gouvernement par intérim. Ce n'est qu'un juin 2004 qu'un accord aboutit à un gouvernement de coalition associant le Parti du peuple et le Funcinpec (centre-droit royaliste, dirigé par le prince Norodom Ranariddh). Hun Sen (Parti du peuple) demeure premier ministre. |

### Août
| Date    | Pays          | Élections      | Contexte | Résultats |
| ------- | ------------- | -------------- | --- | --- |
| 3 août  | Corée du Nord | Législatives   | La Corée du Nord est un État totalitaire. Les autorités présentent un candidat unique par circonscription, les électeurs étant appelés à l'approuver. Tous les candidats sont membres du Front démocratique pour la réunification de la patrie, coalition des partis politiques autorisés, dominée par le Parti du travail (songun, juche, d'inspiration stalinienne). Le vote ne s'effectue pas à bulletin secret, et voter contre les candidats désignés est, en pratique, impossible.                                      | Les candidats du Front conservent mécaniquement tous les sièges. Les autorités annoncent que 100 % des électeurs ont voté en faveur des candidats proposés, avec un taux de participation de 99,9 %. Pak Pong-ju devient premier ministre. |
| 25 août | Rwanda        | Présidentielle | Première élection présidentielle au suffrage direct après la fin de la guerre civile en 1994. Depuis 1994, Paul Kagame dirige le pays, d'abord officiellement comme vice-président, puis formellement comme président de la République élu par le Parlement en 2000. Pour le scrutin de 2003, le Mouvement démocratique républicain, principal parti d'opposition, est interdit de participation, puis dissous. Des observateurs de l'Union européenne font état d'irrégularités et d'actes d'intimidation durant l'élection. | Le président Paul Kagame (Front patriotique rwandais, parti lié à l'armée) remporte l'élection avec 95,0 % des voix face à deux autres candidats. Des élections législatives ont lieu en septembre et octobre.                             |

### Septembre
| Date         | Pays     | Élections  | Contexte                                                                                    | Résultats                                                                        |
| ------------ | -------- | ---------- | ------------------------------------------------------------------------------------------- | -------------------------------------------------------------------------------- |
| 14 septembre | Estonie  | Référendum | Les citoyens sont invités à voter pour ou contre une adhésion du pays à l'Union européenne. | Le « oui » l'emporte à 66,8 %. Le pays devient membre de l'U.E. le 1er mai 2004. |
| 14 septembre | Suède    | Référendum | Les citoyens sont invités à voter pour ou contre l'adoption de l'euro par la Suède.         | Le « non » à l'euro l'emporte à 55,9 %.                                          |
| 20 septembre | Lettonie | Référendum | Les citoyens sont invités à voter pour ou contre une adhésion du pays à l'Union européenne. | Le « oui » l'emporte à 67,5 %. Le pays devient membre de l'U.E. le 1er mai 2004. |

### Octobre
| Date                      | Pays        | Élections                  | Contexte | Résultats |
| ------------------------- | ----------- | -------------------------- | --- | --- |
| 29 septembre au 2 octobre | Rwanda      | Législatives               | Premières élections législatives après la fin de la guerre civile en 1994. Elles font suite à l'élection présidentielle du mois d'août. Le Mouvement démocratique républicain, principal parti d'opposition, a été dissous et interdit en amont du scrutin. | Le Front patriotique rwandais du président Kagame et ses alliés (chrétiens-démocrates, musulmans-démocrates et socialistes) remportent ensemble la majorité absolue des sièges. Bernard Makuza (sans étiquette mais allié à Paul Kagame) demeure premier ministre. |
| 4 octobre                 | Oman        | Législatives               | Les partis politiques ne sont pas autorisés. | Tous les députés sont élus sans étiquette. Le sultan Qabus ibn Saïd, chef de l'État, demeure son propre premier ministre. |
| 15 octobre                | Azerbaïdjan | Présidentielle             | Les observateurs étrangers dénoncent les entraves faites par les autorités publiques à la campagne électorale des candidats d'opposition ; le manque d'indépendance de la commission électorale vis-à-vis du gouvernement ; ainsi que les cas d'intimidations et de fraudes électorales le jour du scrutin. | Ilham Aliyev (Parti du nouvel Azerbaïdjan : centre-droit laïc), fils du président sortant Heydar Aliyev (même parti) est élu avec 75,4 % des voix, face à sept autres candidats. |
| 17 octobre                | Maldives    | Présidentielle             | Les Maldives à cette date sont un régime autoritaire. L'élection présidentielle est un plébiscite. Le Parlement choisit un candidat unique, et le soumet à l'approbation des citoyens, invités à voter pour ou contre. | Le président Maumoon Abdul Gayoom (sans étiquette) est réélu avec 90,3 % de suffrages favorables. C'est la dernière élection présidentielle à candidat unique avant l'instauration de la démocratie en 2008. |
| 18 octobre                | Swaziland   | Législatives               | Le Swaziland est une monarchie absolue. Les partis politiques ne sont pas autorisés. Le Parlement n'a de rôle que consultatif ; le roi gouverne par décret. L'opposition appelle au boycott de l'élection. | Tous les députés sont élus sans étiquette. Certaines figures de l'opposition, dont Obed Dlamini, sont élues. Paul Shabangu est nommé premier ministre. |
| 18 et 19 octobre          | Roumanie    | Référendum constitutionnel | Les citoyens sont invités à approuver un ensemble d'amendements constitutionnels qui portent à cinq ans la durée du mandat présidentiel, abolissent la conscription, et permettent au Parlement de voter l'intégration du pays à l'Union européenne. Les citoyens doivent voter pour ou contre l'ensemble des propositions, en un seul bloc. | Les propositions sont approuvées par 91,1 % des votants. La Roumanie devient membre de l'Union européenne le 1er janvier 2007. |
| 19 octobre                | Suisse      | Législatives               | | Parlement sans majorité. L'Union démocratique du centre (droite populiste à extrême-droite, national-conservatrice) obtient la majorité relative des sièges (un peu plus d'un quart) au Conseil national, tandis que le Parti démocrate-chrétien (centre-droit) obtient la majorité relative au Conseil des États. Lors de l'élection du Conseil fédéral (l'exécutif) par l'Assemblée fédérale le 10 décembre, la « formule magique » qui régit la répartition des sièges exécutifs est modifiée, accordant un siège supplémentaire à l'UDC aux dépens de la conseillère démocrate-chrétienne sortante Ruth Metzler. |
| 25 octobre                | Colombie    | Référendum constitutionnel | Le président Álvaro Uribe soumet vingt-cinq projets d'amendements constitutionnels à l'approbation des citoyens, qui doivent voter séparément pour ou contre chaque proposition. Parmi les propositions : l'inéligibilité pour toute personne condamnée pour crime ou délit, la réduction du nombre de membres du Congrès, ou encore la perte de reconnaissance officielle pour tout parti politique recueillant moins de 2 % des voix lors d'élections nationales. Pour être approuvée, une proposition doit recueillir la majorité des suffrages exprimés, et au moins 25 % des inscrits doivent avoir déposé un bulletin (autre que nul). | Les vingt-cinq propositions recueillent toutes plus de 80 % de suffrages favorables, mais le faible taux de participation (26,6 %) signifie qu'une seule proposition (celle concernant l'inéligibilité des condamnés) est approuvée, de justesse. |

### Novembre
| Date        | Pays          | Élections                      | Contexte | Résultats |
| ----------- | ------------- | ------------------------------ | --- | --- |
| 2 novembre  | Géorgie       | Référendum constitutionnel     | Référendum d'initiative citoyenne. Les citoyens sont appelés à voter pour ou contre une réduction du nombre de députés, de 235 à 150. | La proposition est approuvée par 89,6 % des votants. Elle s'applique aux élections législatives organisées le même jour, par anticipation du résultat favorable. |
| 2 novembre  | Géorgie       | Législatives                   | Ces élections sont entachées de fraudes massives, dénoncées par les observateurs de l'OSCE. Des dizaines de milliers de noms ont disparu des listes électorales, dans les régions où l'opposition est populaire. Des cas de bourrage d'urnes et d'intimidations d'électeurs sont également rapportés. | Le bloc « Pour une nouvelle Géorgie » et ses alliés de l'Union démocratique pour le renouveau conservent la majorité absolue des sièges, contredisant les sondages à la sortie des urnes organisés par des observateurs étrangers. Avtandil Djorbenadze demeure premier ministre. La révolution des Roses éclate toutefois trois semaines plus tard, contraignant le président Edouard Chevardnadze et son gouvernement à la démission. La Cour suprême annule alors les résultats de ces élections. Une élection présidentielle a lieu en janvier 2004, suivie de nouvelles élections législatives en mars. |
| 7 novembre  | Mauritanie    | Présidentielle                 | Une tentative ratée de coup d'État a visé le gouvernement au mois de juin. | Le président Maaouiya Ould Sid'Ahmed Taya (Parti républicain démocratique et social : centre-droit) est réélu avec 67,0 % des voix, face à cinq autres candidats, dont l'ancien dictateur militaire islamiste Mohamed Khouna Ould Haidalla (18,7 %). Le président Ould Taya est toutefois renversé par un coup d'État en août 2005. |
| 9 novembre  | Guatemala     | Législatives et présidentielle | Tour unique des législatives et 1er tour de la présidentielle. | Congrès sans majorité. Alternance. Le Front républicain (droite populiste) perd sa majorité absolue des sièges, et termine deuxième ; la Grande Alliance nationale (droite) remporte la majorité relative avec près d'un tiers des sièges. |
| 9 novembre  | Japon         | Législatives                   | | Le Parti libéral-démocrate (droite national-conservatrice) perd sa majorité absolue des sièges, mais conserve la majorité relative. Il maintient son gouvernement de coalition avec le parti Kōmeitō (centre-droit bouddhiste conservateur) et le Nouveau Parti conservateur (droite). Junichiro Koizumi demeure premier ministre. |
| 17 novembre | Îles Marshall | Législatives                   | | Le Parti démocrate unifié, groupement informel des députés pro-gouvernement, conserve la majorité absolue des sièges, face aux candidats d'opposition du parti Nos îles. |
| 23 novembre | Croatie       | Législatives                   | | Parlement sans majorité. Alternance. L'Union démocratique (HDZ ; droite chrétienne-démocrate pro-européenne) obtient une majorité relative des sièges, et forme un gouvernement de coalition avec cinq autres partis, dont le Parti social-démocrate (centre-gauche). Ivo Sanader (HDZ) devient premier ministre. |
| 27 novembre | Grenade       | Législatives                   | | Le Nouveau Parti national (centre-droit) conserve de justesse la majorité absolue des sièges. Keith Mitchell demeure premier ministre. |

### Décembre
| Date        | Pays           | Élections      | Contexte | Résultats |
| ----------- | -------------- | -------------- | --- | --- |
| 7 décembre  | Russie         | Législatives   | | Le parti Russie unie (droite) du président Vladimir Poutine obtient la majorité relative des sièges, manquant de peu la majorité absolue. Mikhaïl Fradkov (sans étiquette) devient premier ministre. |
| 7 décembre  | Uruguay        | Référendum     | Référendum d'initiative citoyenne, proposant de restaurer le monopole public sur l'exploitation du pétrole, et donc d'abroger la loi de 2001 ouvrant ce secteur à la compétition du privé. | La proposition est approuvée par 63,7 % des votants. |
| 15 décembre | Chypre du Nord | Législatives   | Chypre du Nord est un État de facto indépendant mais non reconnu par la communauté internationale, qui considère son territoire comme faisant partie de la république de Chypre. | Parlement sans majorité. Alternance. Le Parti républicain turc (social-démocrate) obtient la majorité relative des sièges, devançant de peu le Parti de l'unité nationale (droite). Le Parti républicain parvient à former un gouvernement de coalition majoritaire avec le Parti démocrate (conservateur). Mehmet Ali Talat (républicain) devient premier ministre. |
| 21 décembre | Guinée         | Présidentielle | L'opposition boycotte le scrutin, estimant que les conditions ne sont pas remplies pour la tenue d'une élection crédible et équitable. Le président Lansana Conté se représente pour un nouveau mandat de sept ans, bien que de graves problèmes de santé l'empêchent de faire campagne personnellement. Son seul 'adversaire' est son ami et partisan Mamadou Bhoye Barry. | Lansana Conté (Parti de l'unité et du progrès) est réélu avec 95,6 % des voix face à Mamadou Bhoye Barry (Union pour le progrès national), candidat de simple figuration. Le président Conté meurt en 2008 ; sa mort est suivie immédiatement d'un coup d'État. |
| 28 décembre | Guatemala      | Présidentielle | 2d tour. Efraín Ríos Montt (Front républicain : droite populiste), candidat de la majorité sortante, a été éliminé au premier tour. | Alternance. Óscar Berger (Grande Alliance nationale : droite) est élu avec 54,1 % des voix face à Álvaro Colom (Union nationale de l'espérance : gauche chrétienne). |